# 八戸ノ里ドライビングスクール
株式会社八戸ノ里ドライビングスクール（やえのさとドライビングスクール、英称:YAENOSATO DRIVING SCHOOL CO.,LTD.）は、大阪府東大阪市に本社を置き、大阪府公安委員会指定の自動車教習所を運営する企業。1931年に大阪城東商業学校に設けられた自動車部を前身とし、1952年に自動車学校として開校した。平成期には20年以上連続で大阪における入学者数第一位を記録している。一方で40年以上にわたって激しい労使紛争が繰り広げられ、法廷で争われた問題の中には労働問題において重要判例として参照されるものも複数ある。愛称は「ヤエドラ」。

## 沿革

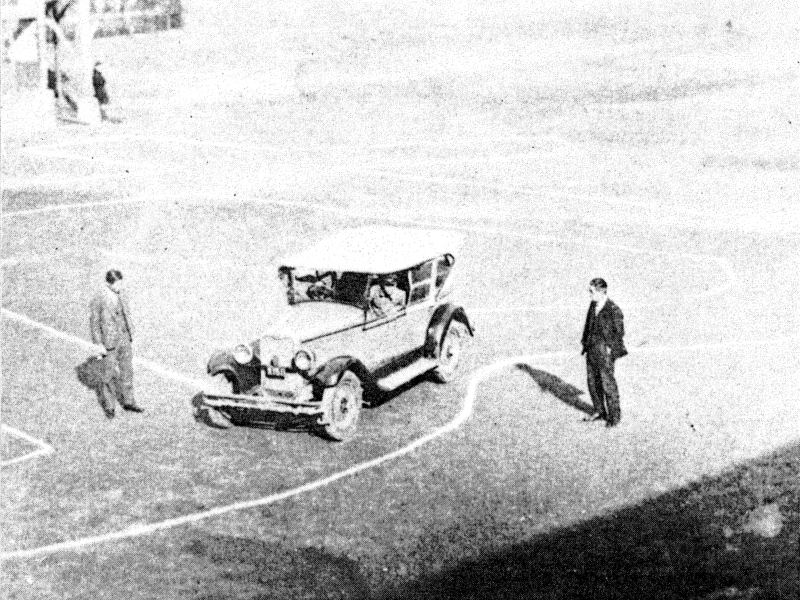
大阪城東商業学校自動車部練習風景（1931年12月）

八戸ノ里ドライビングスクールの歴史は、1931年に開設された大阪城東商業学校の自動車部に遡る。1928年に大阪城東商業学校を開校した谷岡登は、1931年に同校工業科の実習のために自動車部を設けた。これからの実業人は自動車の素養が必要であり、そうした人材を輩出することにより物流に役立たせることを意図したものであった。開設時には陸軍省から払い下げられた中古のシボレー1台が使用された。1933年には保有車が3台となり、ガレージも完成した。しかし戦争の激化で自動車を供出しなければならなくなり、自動車部は閉部された。
戦後、大阪城東商業学校は学制改革を機に大学に再編され、1952年からは大阪商業大学を名乗った。この年、自動車部が大阪商業大学附属自動車学校として再興された。自動車教習は大学の教育課程になじまないため、附属の自動車学校という形となったものの、商業大学の学生に対しては自動車学校の授業料を割引する優遇措置が取られた。開校にあたっては大阪府公安委員会から予定管理者を迎えたほか、大阪市交通局からも職員を招聘し、10数人の体制で始まった。開校時の教習車は以下の構成であった。フォードは大阪のタクシー会社が使用していた戦前の中古車であり、ダットサンは東京のタクシー会社から導入した。
- 普通車 1942年式フォードB型 8台
- 小型車 1948年式ダットサンDB型 4台
- 三輪車 1950年式ダイハツ三輪車 3台
- 単車 1952年式ラビットスクーター 2台

1955年には大阪府公安委員会の指定教習所となった。指定認可申請は開校時に行っていたが、大阪で最初の申請であったことから当局は慎重で、申請から3年後の認可となった。校内で試験を受けることができるようになり、合格率90%と高かった。当時は受付や事務室、職員室は幼稚園に間借り、教室は大学の木造仮校舎、コースはその東側と、自動車学校の施設が学内に分散した状態であったが、1961年には新校舎が完成した。しかし1963年には大阪商業大学附属自動車学校労働組合が設立され労働紛争が激化、さらに1964年には指定基準違反により大阪府公安委員会により6箇月の休校命令を出された。
休校中に公安委員会からの指導もあり、1965年に学校は大阪商業大学から独立し、株式会社商大自動車教習所として新たに設立された。この法人は1963年に設立され、大阪商業大学の学校食堂の運営を行っていた城東産業が母体となっている。1966年には校舎と一体化した新コースが完成し、施設の分散がようやく解消された。
1988年からは指導員として女性の採用を開始した。過去には1970年に女性の指導員を採用したこともあったが、この年には8名が採用され、翌1989年は16名、1990年は9名、1991年は12名、1992年は14名と継続的に採用が行われた。女性の指導員採用は大阪の教習所としては早い試みであった。1990年には年間の卒業者数が開校以来最高となる7796名を記録した。
- 1931年（昭和6年） - 大阪城東商業学校工業科目履修の実験・実習のため自動車部開設。
- 1952年（昭和27年） - 大阪商業大学付属自動車学校として開校。
- 1965年（昭和40年） - 大阪商業大学から独立、株式会社商大自動車教習所設立。
- 1987年（昭和62年） - 株式会社商大八戸ノ里ドライビングスクールに改称。
- 1996年（平成8年） - 株式会社八戸ノ里ドライビングスクールに改称。

## 取得できる運転免許
- 第一種・第二種普通自動車
- 大型二輪車
- 普通二輪車
- AT小型二輪車

## 実施講習
- 高齢者講習
- 企業講習
- ペーパードライバー教習

## その他活動など
- イメージガールとしてNMB48のメンバーだった谷川愛梨を起用。過去にはNMB48の研究生中川紘美がCMに出演していた[27]。
- ハローキティのデザインが入った普通車や大型二輪教習車としてハーレーダビットソンがある[1]。
- 初心者マークや大型看板にもハローキティが使用されている。
- FM大阪にて「LOVE DRIVING!」（2015年9月 - 2019年3月）→「LOVEドラMUSIC！」（2019年4月 - 2022年3月）を放送していた。
- FM大阪を中心に展開している飲酒運転防止プロジェクト「STOP! DRUNK DRIVING PROJECT」のパートナー。
- 交通安全教室、ツーリングなど、イベントを行っている。

## 労使関係
スクールでは大阪商業大学附属自動車学校時代の1963年に労働組合が組合員35名で結成された。以降、激しい労使紛争が繰り広げられ、一部は法廷で争われた。そのうちの一つ、スクールの教習指導員が起こした訴訟「商大八戸ノ里ドライビングスクール事件」は、労働協約の定めより労働者側に有利な扱いが慣行として行われていた場合に、この慣行が労働契約として法的効力を持つかどうかを判断するうえで重要な事例となっている。
1972年、スクールは時短の一環として隔週月曜日を特定休日とし、この日に出勤した従業員に対し休日出勤手当を支給していた。労使は過去に、特定休日が祝日と重なった場合でも振り替えは行わないことで合意していたが、実際には該当日翌日の火曜日に出勤すると休日出勤手当が支給される運用が行われていた。また実稼働時間に対して支払われる能率手当が、非稼働時間である夏季休暇や年末年始休暇の期間中についても支払われていた。1987年に就任した勤労部長はこうした扱いをやめ、労働協約や就業規則の通りに改める措置を行ったが、これに対して一部の組合員が手当支給は慣行として定着していたとして、従前の通り支給するよう訴えを起こした。
1992年、大阪地裁はこうした慣行が行われるようになったのは組合と何らかの合意があったものと推認され、同意なく労働者側に不利な扱いに変更することは許されないとして、従業員側の訴えを認めた。一方大阪高裁は1993年、労働慣行が法的効力を持つためには、使用者側で一定の裁量権を有している者が規範意識を有していることが必要条件であり、この事件で会社側に規範意識があったとは認められないとして、従業員側の請求を棄却した。1995年には最高裁判所も「原審の判断は、結論においては正当」として、上告を棄却した。
このほかに争われた労使紛争として、次のようなものがある。
- 場所・時間・人員に関するルールが未確立であることが理由に会社側が団交を拒否したことについて、従業員側が不当労働行為として争った事例。大阪地労委（1972年12月21日命令）、中労委（1973年12月19日命令）はいずれも団交拒否に正当性がないと判断したため、会社側が行政訴訟を起こしたが、東京地裁（1976年3月26日判決）、東京高裁（1987年9月8日判決）、最高裁（1989年3月28日判決）はいずれも会社側の主張を斥けた[30]。
- 教習中に前方不注意により物損事故を起こした指導員を出勤停止処分に付した会社側の措置について、従業員側が不当労働行為として争った事例。大阪地労委（1988年4月26日決定）は不当労働行為と認めたが、中労委（1989年7月19日決定）は会社側の措置に不合理な点は認められないとして、不当労働行為には該当しないとした[31]。